# LADD-Syndrom

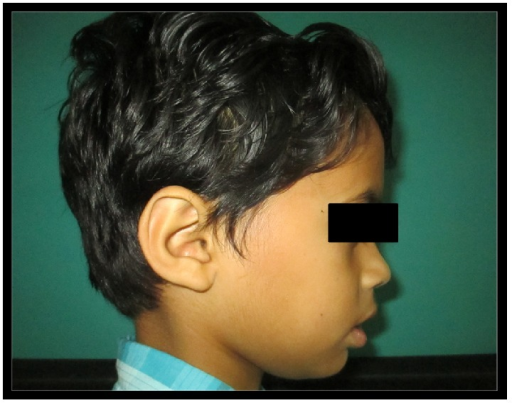
LADD-Syndrom mit dem Merkmal becherförmiger Ohren

Das LADD-Syndrom, Akronym für Lakrimo (Lakrimation)-Aurikulo (Ohr)-Dento (Zahn)-Digitales (Finger) Syndrom, ist eine sehr seltene angeborene Fehlbildung an den namensgebenden Körperabschnitten.
Synonyme sind: Levy-Hollister-Syndrom; Lakrimo-aurikulo-radio-dentales Syndrom; LARD-Syndrom
Die Erstbeschreibung stammt aus dem Jahre 1967 aus Südafrika durch den Arzt Walter J. Levy und aus dem Jahre 1973 durch die US-amerikanischen Ärzte David W. Hollister und Mitarbeiter.
Das Syndrom ist nicht zu verwechseln mit dem auch als Gross-Ladd-Syndrom bezeichneten Gallenpfropfsyndrom oder dem auch als Ladd Syndrom bezeichneten angeborenen Volvulus und äußerer Obstruktion des Dünndarms.

## Verbreitung
Die Häufigkeit wird mit unter 1 zu 1.000.000 angegeben, bislang wurde über mehr als 60 Betroffene berichtet. Die Vererbung erfolgt autosomal-dominant.

## Ursache
Der Erkrankung liegen Mutationen im FGFR3-Gen auf Chromosom 4 Genort p16.3, im FGF10-Gen auf Chromosom 5 Genort p12 oder im FGFR2-Gen auf Chromosom 10 Genort p26.13 zugrunde, welche für Rezeptoren bzw. für einen Liganden für den Fibroblasten-Wachstumsfaktor kodieren.
Mutationen im FGF10-Gen führen auch zur Aplasie der Tränen- und Speicheldrüsen, dem ALSG-Syndrom.

## Klinische Erscheinungen
Klinische Kriterien sind:
Hypoplasie, Aplasie, Atresie oder Fehlbildung an:
- Tränensystem mit verminderte bis fehlender Tränensekretion, tränende Augen, Konjunktivitis oder Dakryozystitis
- Ohrmuscheln mit becherförmigen Ohren („cup-shaped-ears“), Schwerhörigkeit
- Zähne mit Fehlen einzelner Zähne, Schmelzhypoplasie, frühzeitiger Zahnverlust
- Speicheldrüsen mit trockenem Mund, Karies, Schluckstörung
- Finger mit dreigliedrigem (Triphalangealer Daumen) oder geteilten Daumen, unterentwickeltem Hypothenar, Klinodaktylie, Syndaktylie

Hinzu können einseitige Radiusaplasie oder Radioulnare Synostose kommen, dann als Akronym LARD mit R für Radius.